# كيريل ألويان
كيريل ألويان (بالروسية: Алоян, Кирилл Олегович)‏ هو لاعب كرة قدم روسي، ولد في 22 يناير 1999 في سانت بطرسبرغ في روسيا. لعب مع ألاشكرت وزينيت سانت بطرسبرغ ونادي سلوتسك.

## وصلات خارجية
- كيريل ألويان على موقع قاعدة بيانات كرة القدم.إي يو (الإنجليزية)
- كيريل ألويان على موقع Soccerway.com (الإنجليزية)